# 딘 퍼맨
딘 퍼맨(Dean Furman, 1988년 6월 22일 ~ )은 남아프리카 공화국의 축구 선수로 현재 잉글랜드 노던 프리미어리그 프리미어 디비전의 워링턴 릴런즈 1906에서 미드필더로 활동 중이며 남아프리카 공화국 대표팀의 일원으로도 활동 중이다.

## 입단경력
- 2012 남아프리카공화국 국가대표
- 2009~ 올덤 애슬레틱 AFC (잉글랜드)
- ~2009 레인저스 FC (스코틀랜드)